# Dolba clarki
Dolba clarki är en fjärilsart som beskrevs av Carlos Hoffm. 1924. Dolba clarki ingår i släktet Dolba och familjen svärmare. Inga underarter finns listade i Catalogue of Life.